# Kvarmløsegård
Kvarmløsegård er et voldsted fra middelalderen ved gården af samme navn umiddelbart øst for Tølløse på Sjælland. Det består af en voldgrav delt i en norde og en østlig grav. Den nordre grav er omkring 4 m lang og 20 m bred, mens den østlige grav er ca. 120 lang og 20-30 m bred.